# 波士顿南站
南站（英語：South Station，全称迈克尔·杜卡基斯州长南站交通中心），是大波士顿地区最大的火车站与城际巴士站以及新英格兰地区仅次于洛根国际机场的第二大交通中心。南站的历史建筑于1899年建成，位于马萨诸塞州波士顿杜威广场的大西洋大道与萨默街的路口，用于替代当时多家铁路公司的城区终点站。其目前是美国国内主要的交通枢纽，服务于大波士顿地区及美国东北部与中西部，每日有数以万计的通勤铁路与城际铁路旅客使用本站。相邻的南站地铁站可联通地铁红线与快速公交银线。
本站于2014年11月以原马萨诸塞州州长迈克尔·杜卡基斯命名，而地图与车站标识仍使用较短的“南站”。

## 设施
南站的设施包括：
- 美鐵（Amtrak）東北走廊铁路的北端终点站，有Acela特快高速火车和東北區域號短途火车运营。也有开往纽约州奥尔巴尼的日常Amtrak火车，可延伸到芝加哥——湖畔特快
- 马萨诸塞湾交通局波士頓通勤铁路南部和西部线路的终点站
- 波士顿地铁红线的一站
- 银线（英语：Silver Line (MBTA)）2期工程的西部终点站，直达所有波士顿罗根国际机场终点站和波士顿会议和展览中心（英语：Boston Convention and Exhibition Center）
- 波士顿主要城市间汽车站
- 市内汽车站
- 停车场
- 有人售票窗口
- 美食廣場和候车大厅
- 公共藝術，包括雕塑

## 汽车站
南站汽车站是沿着大西洋大道在火车月台之上的另一栋大楼，设有几个汽车公司和终点站：
- A1月台：C&J轨道 （页面存档备份，存于）
- A2月台：Concord Coach Lines（原Concord轨道）Londonderry departures
- B1-B2月台：Discharge platforms
- 1–2号门：Peter Pan-Bonanza（英语：Peter Pan Bus Lines）
- 3–10号门：灰狗巴士
- 11-12号门：DATTCO  （页面存档备份，存于）, Megabus（英语：Megabus (United States)）
- 13号门：Lucky Star Bus Company （页面存档备份，存于）
- 14-17号门：Concord Coach Lines (formerly Concord Trailways)
- 18–20号门：Plymouth & Brockton Street Railway
- 21号门：BoltBus
- 22-23号门：Peter Pan Bus Lines
- 25号门：風華巴士公司

## 地铁
波士顿南站（英語：或）地下设有换乘的地铁站，位于夏街和大西洋大道路口，属于马萨诸塞湾交通局。地铁红线和快捷公交银线在地下各有两座站台。据统计，2013年波士顿南站地铁站日均旅客发送量为25037人次，是马萨诸塞湾交通局公共交通系统最繁忙的地铁站。

## 历史

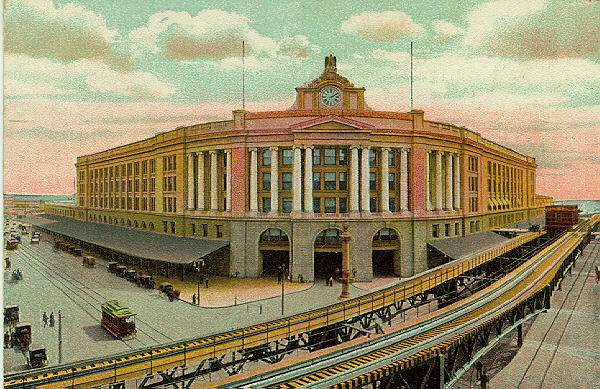
20世纪早期，大西洋大道高架从南站门前经过，右侧远处为曾经的高架站台。

### 复合车站的需求
早期服务于波士顿的铁路皆有不同的运营公司运营，并停靠各自的终点站。查尔斯河南岸的终点站包括纽约与新英格兰铁路、旧殖民地铁路、波士顿与阿尔巴尼铁路、波士顿与普罗维登斯铁路的四个站点。19世纪末期，除波士顿与阿尔巴尼铁路以外的三家公司由纽约与纽黑文铁路收购，而波士顿与阿尔巴尼铁路则由纽约中央铁路收购。然而，四个终点站依旧继续运营。波士顿终点站公司于1897年成立，负责整合四个终点站为一个如同联合车站一样的车站。
曾经，大西洋大道高架在波士顿南站设有车站方便乘客换乘。1938年9月20日，大西洋大道高架停运，架空轨道及站台于1942年春季拆除。而波士顿南站地铁站于1916年12月3日建成，架空站台和地铁站之间换乘没有直接换乘通道。
1957年，为建筑杜威广场隧道，地铁隧道的原型顶棚和早先的检票大厅被拆除，重建之后地铁隧道的天花板改为平顶，检票大厅被移至东侧，更靠近火车站大厅。

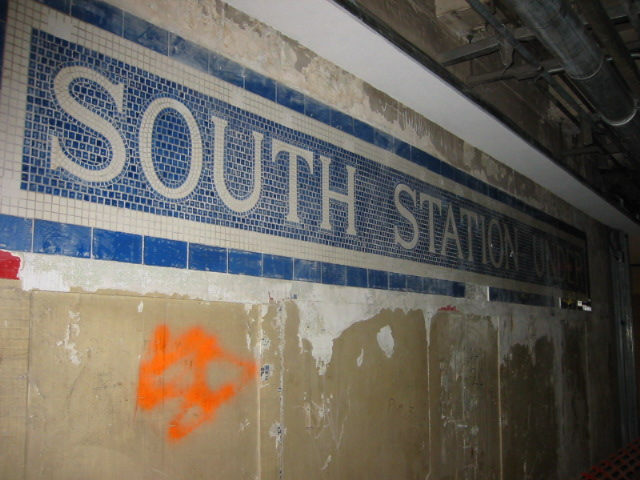
马赛克瓷砖墙于2005年复原

1980年左右，南站地铁站进行了第二次大的翻新。工程拓宽已有的楼梯，并增加了通往总站大楼的電動扶梯。除此以外，地铁站在联邦档案馆附近新增出入口，在夏街下建造人行隧道连接各个地铁站入口。1985年，红线車站月台两端各延长60英尺以供新的红线列车停靠。
大开掘工程规划中对波士顿南站又一次改造。夏街下方的红线隧道与大西洋大道垂直，新的93號州際公路北行方向隧道规划在附近，在铁轨下方挖掘新的隧道。第一条隧道完工后，车站新增银线使用的隧道和站台。新的银线站台建在原有的检票大厅的地方，并在上方加盖了新的检票大厅，乘客在红线和银线之间可以方便换乘。工程总计花费3500万美元。另外，对红线站台进行翻修，花费约1300万美元。
2002年和2004年，银线第一段服务开通后，马萨诸塞湾交通局提议在波士顿南站、南波士顿海滨区和华盛顿街间建造第三阶段隧道。2010年，由于经费问题，工程被无限期搁置。目前，需要前往达德利广场的乘客可以离开车站来到地面公交站乘坐银线SL4号线。
2005年初，在对红线站台进行维修时以外出土了蓝白色马赛克瓷砖拼成的车站标志。马萨诸塞湾交通局在翻新工程中决定对它进行修复，复原到最初模样作为纪念。

#### 车站结构
波士顿南站地铁站在夏街和大西洋大道交汇口的四个角均设有出入口。地下二层为地铁红线地铁站，设有两座侧式站台。地下一层的隧道为快捷公交银线SL1、SL2和SL3号线专用，SL4号线停靠在地表公交车站，距离波士顿南站一个街区。车站靠近大西洋大道和艾塞克斯街，南站公交总站旁边。地铁和波士顿南站火车站大厅通过地下隧道直接相连，可以在火车站大厅乘坐美铁城际铁路。
| G  | 地面               | 出入口，往银线SL4号线车站。                                                                   |
| M  | 夹层               | 过道、检票口、地底人行隧道                                                                    |
| B1 | 侧式站台，右侧开门 | 侧式站台，右侧开门                                                                            |
| B1 | 入城               | 终点站                                                                                        |
| B1 | 出城               | SL1 往爱德华·劳伦斯·洛根将军国际机场（法院） · SL2 往设计中心（法院） · SL3 往切尔西 （法院） |
| B1 | 侧式站台，右侧开门 |                                                                                               |
| B2 | 侧式站台，右侧开门 | 侧式站台，右侧开门                                                                            |
| B2 | 入城               | 往灰西鲱 （市中心十字）                                                                       |
| B2 | 出城               | 往阿什蒙特或布伦特里 （百老汇）                                                               |
| B2 | 侧式站台，右侧开门 |                                                                                               |